# Fenobarbital
Fenobarbitalul (denumirea mai veche Luminal) este un derivat barbituric, fiind utilizat în tratamentul epilepsiei și ca sedativ-hipnotic, în tratamentul insomniilor. Căile de administrare disponibile sunt: orală, rectală, intravenoasă și intramusculară.
Molecula a fost descoperită în 1912 și este cel mai vechi compus care încă se mai utilizează ca anticonvulsivant. Se află pe lista medicamentelor esențiale ale Organizației Mondiale a Sănătății. Este disponibil sub formă de medicament generic. 

## Utilizări medicale

### Epilepsie
Fenobarbitalul este utilizat în tratamentul tuturor crizelor epileptice, cu excepția absenței. Prezintă o eficacitate similară cu fenitoina, însă este mai puțin tolerat.
Este un medicament de a doua intenție pentru tratamentul status epilepticus, după benzodiazepine precum lorazepam sau diazepam; în acest caz, administrarea se face intravenos.

### Sedativ și hipnotic
Fenobarbitalul se utilizează în tratamentul stărilor de agitație psihomotorie, stărilor nevrotice sau celor care apar ca reacții adverse ale unor stimulante ale sistemului nervos central. Tot pentru efectul sedativ se utilizează în afecțiuni care necesită sedare, în medicația prenarcotică, în intoxicații cu stricnină și în tetanos.
A fost utilizat pe larg pentru tratamentul insomniei, însă nu mai este recomandat pentru această afecțiune datorită riscului de dependență și de efecte adverse.

### Altele
Fenobarbitalul este un inductor enzimatic hepatic puternic și coleretic; de aceea, se administrează pentru tratamentul icterului neonatal și în anumite cazuri de colestază hepatică.

## Farmacologie
Ca toate barbituricele, fenobarbitalul acționează ca modulator alosteric pozitiv al receptorului de tip A pentru acidul gama-aminobutiric (R GABAA), reducând excitabilitatea neuronilor. Blocarea directă a transmisei glutamatergice contribuite de asemenea la efectele hipnotice și anticonvulsivante ale barbituricelor.